# Wyatt Russell
Wyatt Hawn Russell (Los Angeles, 10 luglio 1986) è un attore statunitense.

## Biografia
Nato a Los Angeles nel 1986, è figlio degli attori Kurt Russell e Goldie Hawn. Ha tre fratellastri, gli attori Oliver e Kate Hudson, e Boston Russell, nati dai precedenti matrimoni dei suoi genitori. Da bambino è apparso, in piccoli ruoli, nei film Fuga da Los Angeles e Soldier con il padre come protagonista. Fin da bambino si è appassionato all'hockey e all'età di 16 anni si è trasferito in Canada per giocare a livello professionistico. Nel corso degli anni ha militato in diverse squadre di hockey amatoriali e professionistiche, tra cui Richmond Sockeyes, Langley Hornets, Coquitlam Express, Chicago Steel e Brampton Capitals. Per un periodo ha vissuto nei Paesi Bassi, dove ha militato nei Groningen Grizzlies. La sua carriera sportiva è terminata a causa di vari infortuni.
Decide di intraprendere la carriera dei genitori e dei fratelli e inizia ad ottenere i primi ruoli in film come Cowboys & Aliens, Questi sono i 40, 22 Jump Street e in film indipendenti come Cold in July - Freddo a luglio. In campo televisivo è apparso nel webserie The Walking Dead: The Oath e ha recitato nell'episodio Giochi pericolosi della serie antologica Black Mirror.
Nel 2021 interpreta John Walker / U.S. Agent nella miniserie The Falcon and the Winter Soldier, ruolo che riprenderà nel film Thunderbolts* in uscita nel 2025.

## Vita privata
Dal 2014 al 2017 è stato sposato con la stilista olandese Sanne Hamers, conosciuta nel periodo in cui ha vissuto nei Paesi Bassi. Dal 2019 è sposato con l’attrice Meredith Hagner.

## Filmografia

### Cinema
- Fuga da Los Angeles (Escape from L.A), regia di John Carpenter (1996) – non accreditato
- Soldier, regia di Paul W. S. Anderson (1998)
- High School, regia di John Stalberg Jr. (2010)
- Cowboys & Aliens, regia di Jon Favreau (2011)
- Questi sono i 40 (This Is 40), regia di Judd Apatow (2012)
- We Are What We Are, regia di Jim Mickle (2013)
- Love and Honor, regia di Danny Mooney (2013)
- Cold in July - Freddo a luglio (Cold in July), regia di Jim Mickle (2014)
- Oltre il male (At the Devil's Door), regia di Nicholas McCarthy (2014)
- 22 Jump Street, regia di Phil Lord e Christopher Miller (2014)
- Tutti vogliono qualcosa (Everybody Wants Some!!), regia di Richard Linklater (2016)
- Folk Hero & Funny Guy, regia di Jeff Grace (2016)
- Ingrid Goes West, regia di Matt Spicer (2017)
- Tavolo n.19 (Table 19), regia di Jeffrey Blitz (2017)
- Goon: Last of the Enforcers, regia di Jay Baruchel (2017)
- Shimmer Lake, regia di Oren Uziel (2017)
- Blaze, regia di Ethan Hawke (2018)
- Overlord, regia di Julius Avery (2018)
- La donna alla finestra (The Woman in the Window), regia di Joe Wright (2021)
- Night Swim, regia di Bryce McGuire (2024)
- Thunderbolts*, regia di Jake Schreier (2025)

### Televisione
- Law & Order: LA – serie TV, episodio 1x01 (2010)
- Arrested Development - Ti presento i miei (Arrested Development) – serie TV, episodio 4x07 (2013)
- The Walking Dead: The Oath – serie web, 3 episodi (2013)
- Black Mirror – serie TV, episodio 3x02 (2016)
- Lodge 49 – serie TV, 20 episodi (2018-2019)
- The Good Lord Bird - La storia di John Brown (The Good Lord Bird) – miniserie TV, 7 puntate (2020)
- The Falcon and the Winter Soldier – miniserie TV (2021)
- In nome del cielo (Under the Banner of Heaven) – miniserie TV (2022)
- Monarch: Legacy of Monsters – serie TV (2023-in corso)

### Doppiaggio
- What If...? - serie animata (2024)

## Doppiatori italiani
Nelle versioni in italiano delle opere in cui ha recitato, Wyatt Russell è stato doppiato da:
- Stefano Crescentini in The Walking Dead: The Oath, Tutti vogliono qualcosa, La donna alla finestra, In nome del cielo, Monarch: Legacy of Monsters
- Massimo Triggiani in Goon: Last of the Enforcers, The Falcon and the Winter Soldier, Thunderbolts*
- Edoardo Stoppacciaro in Overlord, The Good Lord Bird - La storia di John Brown
- Sacha Pilara in Black Mirror
- David Chevalier in Questi sono i 40
- Riccardo Scarafoni in Cold in July - Freddo a luglio
- Davide Perino in 22 Jump Street
- Flavio Aquilone in Tavolo n. 19
- Maurizio Merluzzo in Shimmer Lake
- Marco Vivio in Lodge 49

Da doppiatore è sostituito da:
- Massimo Triggiani in What If...?